# Црни Батлер
Црни Батлер (јап. 黒執事, Kuroshitsuji) јесте манга коју је написала и илустровала Јана Тобосо. Серијализује се од 2006. године у магазину Monthly GFantasy. Серија је адаптирана у аниме од неколико сезона, као и у неколико мјузикла и филмова.
У Србији, издавачка кућа Најкула преводи мангу од 2024. године.

## Радња
Прича прати Сјела Фантомхајва, који је након убиства родитеља 14. децембра 1885. године, отет и заточен у секту. Током једне сесије, призван је демон, али не на позив секташа, већ Сјела. Дечак склапа пакт са њим, уз договор да ће демон појести његову душу након што му помогне да освети родитеље. Сјел му даје име Себастијан, по породичном псу који је такође убијен те кобне ноћи.

## Франшиза

### Манга
Мангу Црни Батлер написала је и илустровала Јана Тобосо. Серијализује се од 16. септембра 2006. године у Square Enix-овом магазину Monthly GFantasy, са тренутним поглављима сакупљеним у 34 тома. 
У Србији, издавачка кућа Најкула је 31. децембра 2023. године најавила да ће преводити мангу на српски језик.

### Драма ЦД
Манга је произвела две ЦД драме; прву је 10. августа 2007. године издала компанија Frontier Works, а другу 26. новембра 2008. компанија Aniplex. Адаптација садржи одређене ликове из првог и другог тома.

### Аниме
Јула 2008. године, у часопису Animedia, објављено је да ће манга добити аниме адаптацију. Прва сезона, сачињена од 24 епизоде, емитовала се од 3. октобра 2008. до 27. марта 2009. године. Прича добија оригиналан тон након шесте епизоде. Друга сезона, сачињена од 12 епизода, наставља аниме-оригиналну причу, и емитовала се од 2. јула до 17. септембра 2010. године. Сезоне такође садрже седам оригиналних видео анимација, прва једну и друга сезона шест.
Трећа сезона, која представља мањи рибут серије, састоји се од два дела. Први део, Book of Circus, састоји се од десет епизода, и емитовао се од 11. јула до 12. септембра 2014. године. Други део Book of Murder, састоји се од две епизоде, односно оригиналне видео анимације, које су емитоване 28. јануара и 25. фебруара 2015. године.
Четврта сезона, Black Butler: Public School Arc, емитовала се од 13. априла до 22. јуна 2024. године.
Пета сезона, Black Butler: Emerald Witch Arc, се емитовала од 5. априла до 28. јуна 2025. године.

### Мјузикли
У периоду између 2009. и 2018. године, одржано је пет мјузикла овог наслова. Први, That Butler, Friendship, спроводио се од 28. маја до 7. јуна 2009. у Икебукуру. Главне улоге тумачили су Шого Сакамото и Јуја Мацухита. Друга представа, Musical Black Butler: The Most Beautiful Death in The World – A Thousand Souls and The Fallen Grim Reaper, изводила се прво од 3. до 23. маја 2010. године у Токију, Нагоји и Осаки, па опет од 17. маја до 9. јуна 2013. године у Токију. Јуји Мацухита је поново тумачио Себастијана, док је Сјела прво тумачио Јукито Ниши, па Такето Танака. Трећи мјузикл, , изводио се прво 2014., па 2015. године. Ово је први мјузикл овог серијала који се изводио у иностранству, у Кини. Улогу Себастијана је испрва опет тумачио Јуји, да би га касније заменио Јута Фурукава. Сјела је тумачио Фукузаки Најута. Четврти мјузикл, , изводио се крајем 2016. године. Јута је поново тумачио Себастијана, док је Сјела глумио Рео Учикава. Оба глумца поновила су своје улоге у петом мјзиклу, Tango on the Campania, одржаном у 2017-2018. године.

### Видео игрица
Компанија Square Enix произвела је игрицу базирану на манги, под називом Kuroshitsuji Phantom & Ghost. Пуштена је на тржиште 19. марта 2009. године за конзолу Nintendo DS. Постоје две верзије: ограничена серија са додатним садржајем, и обична серија која је уједно јефтинија.

### Артбукови и водичи
Водич о ликовима, под називом , објављен је 27. фебруара 2009. године. Водич о аниме адаптацији објављен је 27. марта исте године. Артбук, под називом , објављен је 27. августа 2010. године у два дела.

### Филмови
Јануара 2014. године емитован је играни филм, инспирисан светом Black Butler-а. Уместо Сјела, главни лик је Генпу Шиори, коју тумачи Ајаме Горики. Лик Себастијана тумачи Хиро Мизушима. Анимирани филм са ликовима из манге, под називом Black Butler: Book of the Atlantic, емитован је 21. јануара 2017. године.

## Спољашњи извори
- Званични веб-сајт (језик: јапански)
- Црни Батлер (манга) на веб-сајту